# 三代目J Soul Brothers LIVE TOUR 2014 “BLUE IMPACT”
『三代目J Soul Brothers LIVE TOUR 2014 “BLUE IMPACT”』（さんだいめジェイ ソウル ブラザーズ ライブ ツアー にせんじゅうよん ブルー インパクト）は、三代目 J Soul Brothers from EXILE TRIBEの通算2作目のライブビデオである。2014年6月25日にrhythm zoneから発売された。

## 概要
- 2014年1月から4月にわたり、全国13都市34公演で40万人を動員した、自身2年ぶり2度目の全国アリーナ・ツアー『三代目J Soul Brothers LIVE TOUR 2014 “BLUE IMPACT”』から、2月26・27日に開催した横浜アリーナ公演の模様を収録。
- 2枚組DVD、2枚組Blu-rayの2形態での発売。初回限定盤はスリーブジャケット仕様で豪華80Pフォトブック付き。DISC2は、60分を超えるスペシャルツアードキュメントムービー。メンバーの仲間に対する想いやツアーの軌跡を撮りおろしスペシャルインタビューと共に収録。

## チャート成績
- オリコンチャートでは、DVD、Blu-ray Discともにそれぞれのランキングで首位を獲得。同日発売した13thシングル「R.Y.U.S.E.I.」も首位を獲得し、史上3組目のシングル、DVD、Blu-ray Discの3部門同時制覇となった[2]。
- 2014年度年間ミュージックDVDランキングで5位[3]。2014年度年間総合ミュージックDVD・Blu-rayランキングでも5位[4]を記録した。
- 第29回日本ゴールドディスク大賞で、ベスト・ミュージック・ビデオを受賞[5]。初の受賞。

## 収録内容

### DISC-1
1. Opening
2. JSB Blue
3. Be alright
4. Higher
5. FIGHTERS
6. SPARK
7. Forever Together
8. 君となら
9. 冬物語
10. Best Friend's Girl
11. SO RIGHT
12. Waking Me Up
13. 花火
14. LOVE SONG
15. 旅立つまえに
16. 次の時代へ
17. PERFORMERS SHOW TIME !
18. Medley ～T.T.T.(Top to Toe)、Japanese Soul Brothers、1st Place 、GENERATION、LET'S PARTY～
19. Dynamite
20. (YOU SHINE) THE WORLD
21. 君の瞳に恋してる –Can't Take My Eyes Off You–
22. Go my way
23. BURNING UP –三代目J Soul Brothers version– [ENCORE]
24. 24karats TRIBE OF GOLD [ENCORE]
25. PRIDE [ENCORE]

### DISC-2
- 三代目J Soul Brothers LIVE TOUR 2014「BLUE IMPACT」SPECIAL DOCUMENT MOVIE